# Darunavir
Darunavir (DRV) ist ein Virostatikum aus der Gruppe der HIV-Proteaseinhibitoren, das zur Behandlung von HIV verwendet wird.

## Eigenschaften

Darunavir an die HIV-Protease gebunden

Als HIV-Proteasehemmer verhindert Darunavir die Spaltung des viralen Polyproteins Gag-Pol und somit die Reifung des HIV, wodurch der Replikationszyklus unterbrochen wird. Darunavir bindet die virale Protease von HIV mit einer Dissoziationskonstante von 4,5·10−12 M. Es bindet an Asparaginsäuren an den Positionen 25 und 25’, 29, 30, 30’ und Glycin an der Position 27. Die Dissoziationskonstante ist um zwei bis drei Zehnerpotenzen kleiner als bei anderen HIV-Proteaseinhibitoren, was die Ausbildung einer Resistenz durch Fluchtmutationen gegen Darunavir erschwert. Darunavir wird als Kombinationspräparat mit Ritonavir oder Cobicistat verwendet. Durch eine Therapie mit Darunavir kann die Toxizität von Nukleosidanaloga vermieden werden, sofern keine Resistenz gegen HIV-Proteaseinhibitoren vorhanden ist.
Darunavir befindet sich auf der Liste der unentbehrlichen Arzneimittel der Weltgesundheitsorganisation. Es wird zur Behandlung von HIV-Infizierten ab drei Jahren eingesetzt.
Darunavir wird durch Cytochrom P450 3A abgebaut, weshalb der Abbau durch Hemmung von Cytochrom P450 3A verlangsamt wird, z. B. durch Zusatz von Cobicistat.

## Nebenwirkungen
Unerwünschte Arzneimittelwirkungen gegen Darunavir umfassen Störungen des Verdauungstrakts und des Lipidstoffwechsels (Cholesterol und Triglyceride). Die häufigste Nebenwirkung ist Hautausschlag (7 %  der Patienten). Daneben kommen Durchfall (2,3 %), Kopfschmerzen (3,8 %), Bauchschmerzen (2,3 %), Verstopfung (2,3 %) und Erbrechen (1,5 %). Patienten mit Allergie gegen Ritonavir können auch Reaktionen gegen Darunavir zeigen. In manchen Patienten kommt es zu einer Umverteilung des Körperfetts hin zum viszeralem Fettgewebe.

## Handelsnamen
Handelsnamen für Darunavir sind z. B. Prezista, Rezolsta (Kombinationspräparat mit Cobicistat).